# كين بارتولوميو
كين بارتولوميو (بالإنجليزية: Ken Bartholomew)‏ هو متزلج سريع أمريكي، ولد في 10 فبراير 1920 في ليونارد في الولايات المتحدة، وتوفي في 9 أكتوبر 2012 في بلومنغتون في الولايات المتحدة.

## وصلات خارجية
- كين بارتولوميو على موقع SpeedSkatingBase.eu (الإنجليزية)
- كين بارتولوميو على موقع SpeedSkatingNews.info (الإنجليزية)
- كين بارتولوميو على موقع SpeedSkatingStats.com (الإنجليزية)
- كين بارتولوميو على موقع أوليمبيديا (الإنجليزية)